# Lucjan Chmielarz
Lucjan Jacek Chmielarz – polski chemik, profesor nauk chemicznych.

## Życiorys
W 1992 ukończył studia chemiczne na Uniwersytecie Jagiellońskim, w 1997 obronił pracę doktorską pt. Synergiczny wpływ grup funkcyjnych i metali przejściowych na katalityczne uwodornienie modelowych materiałów węglowych, której promotorem był prof. Roman Dziembaj w 2007 habilitował się. W 2016 uzyskał tytuł profesora nauk chemicznych. Pracuje na Uniwersytecie Jagiellońskim.
Należy do Rady Dyscypliny Naukowej - Nauk Chemicznych UJ, oraz jest członkiem Zespołu Nauk Ścisłych i Przyrodniczych PKA.